# Slaget vid Nyborg

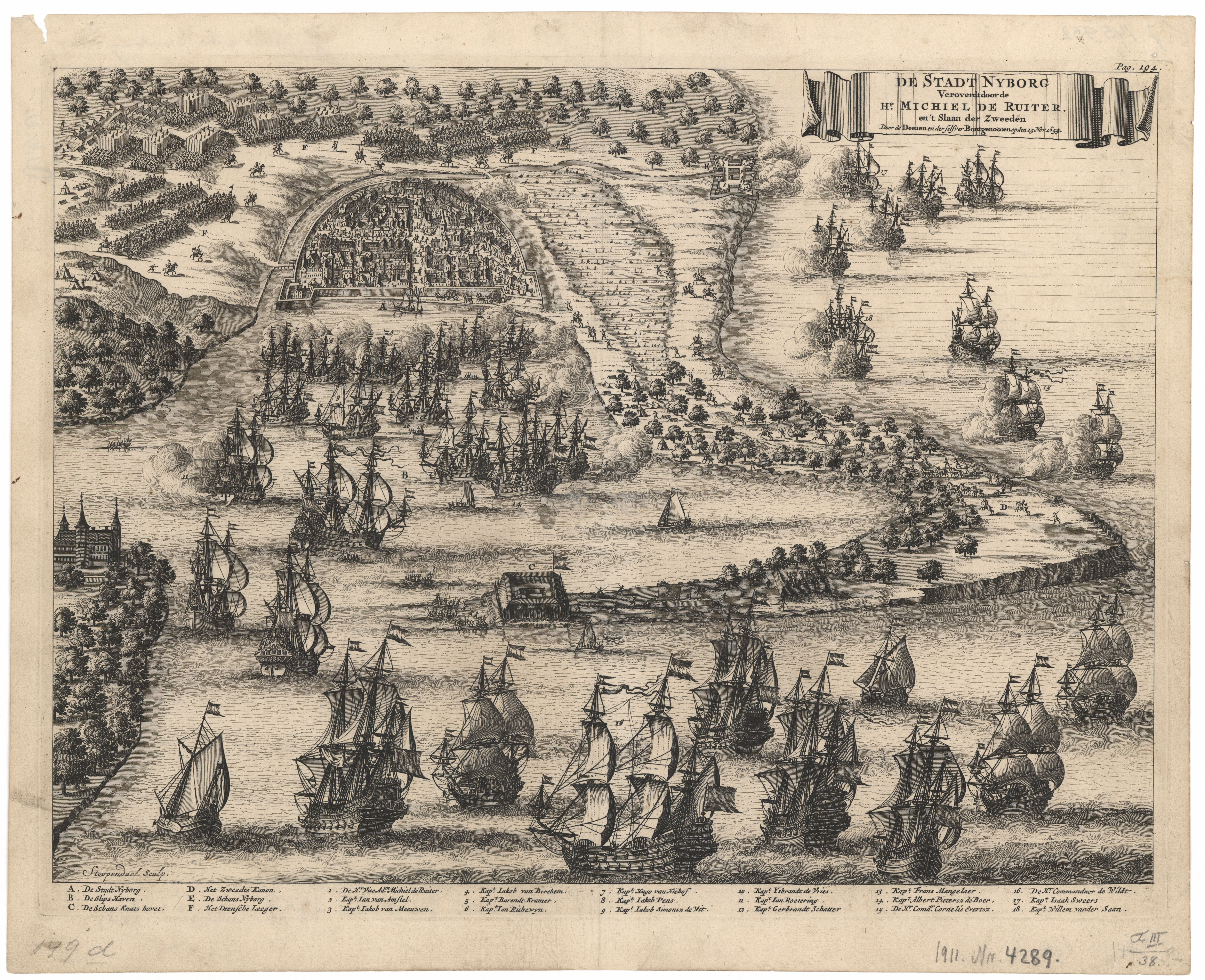
Tekst på kobberstik: "Byen Nyborg erobret af herren Michiel de Ruyter og svenskernes tæsk af danskerne og de allierede den 25. nov. 1659."

Slaget vid Nyborg var ett fältslag som utkämpades den 14 november 1659 vid Nyborg på den danska ön Fyn under Karl X Gustavs andra danska krig. Den stod mellan en svensk armé och en allierad armé bestående av trupper från Danmark, nederländska flottstyrkor under Michiel de Ruyter, och trupper från Brandenburg och polsk-litauiska samväldet under Stefan Czarniecki. De Svenska styrkorna bestod av fyra brigader infanteri, tjugo skvadroner ryttare och två skvadroner dragoner.  De allierade trupperna vann en avgörande seger över svenskarna, som leddes av pfalzgreven Filip av Sulzbach och fältmarskalk Gustaf Otto Stenbock, som tvingades fly över till Korsør i en båt.